# Coloephora levinseni
Coloephora levinseni är en plattmaskart som beskrevs av Fugenschuh., Steinbock 1932. Coloephora levinseni ingår i släktet Coloephora och familjen Monocelididae. Inga underarter finns listade i Catalogue of Life.